# Szklary (Kamiennik)

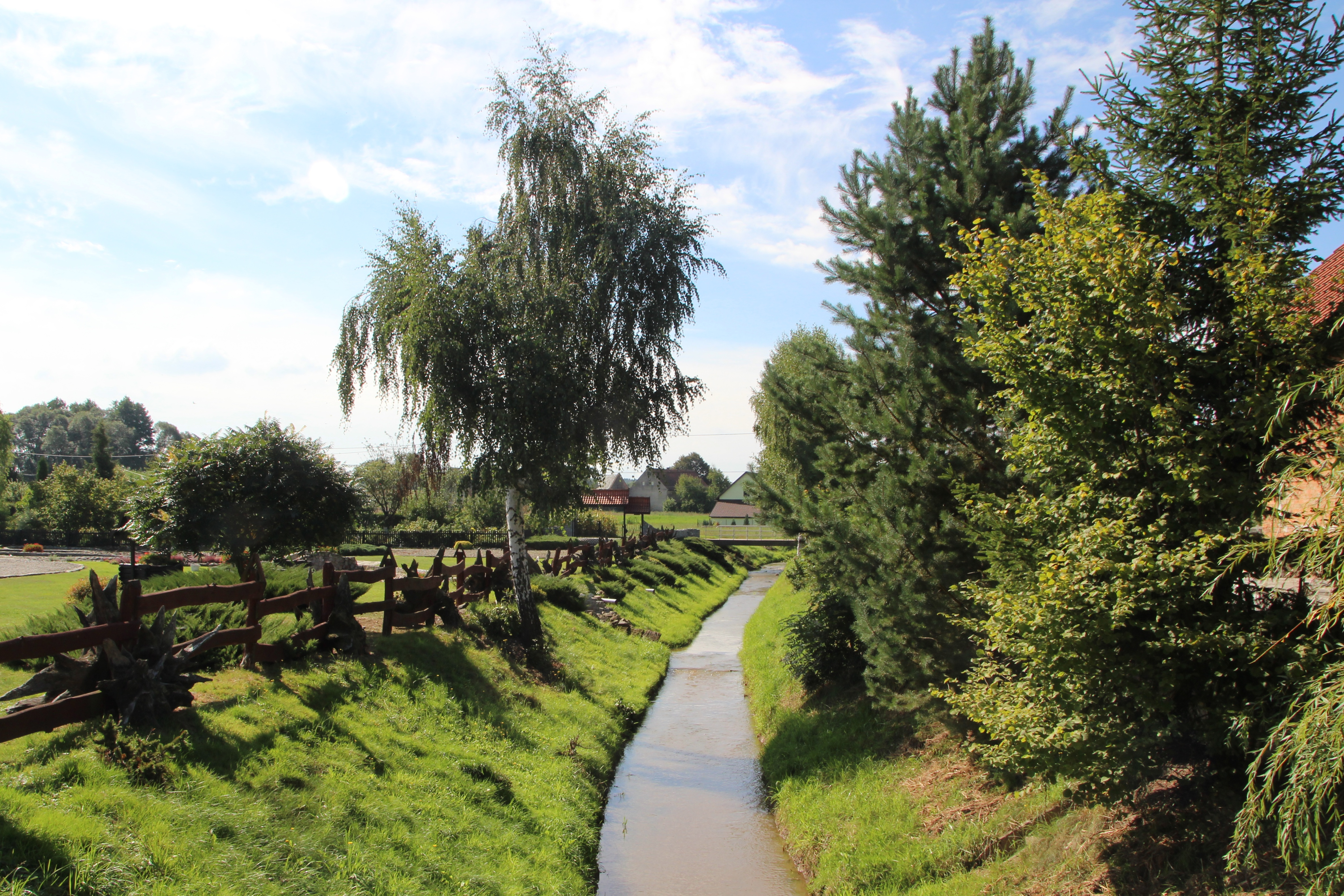
Die Krynka in Szklary

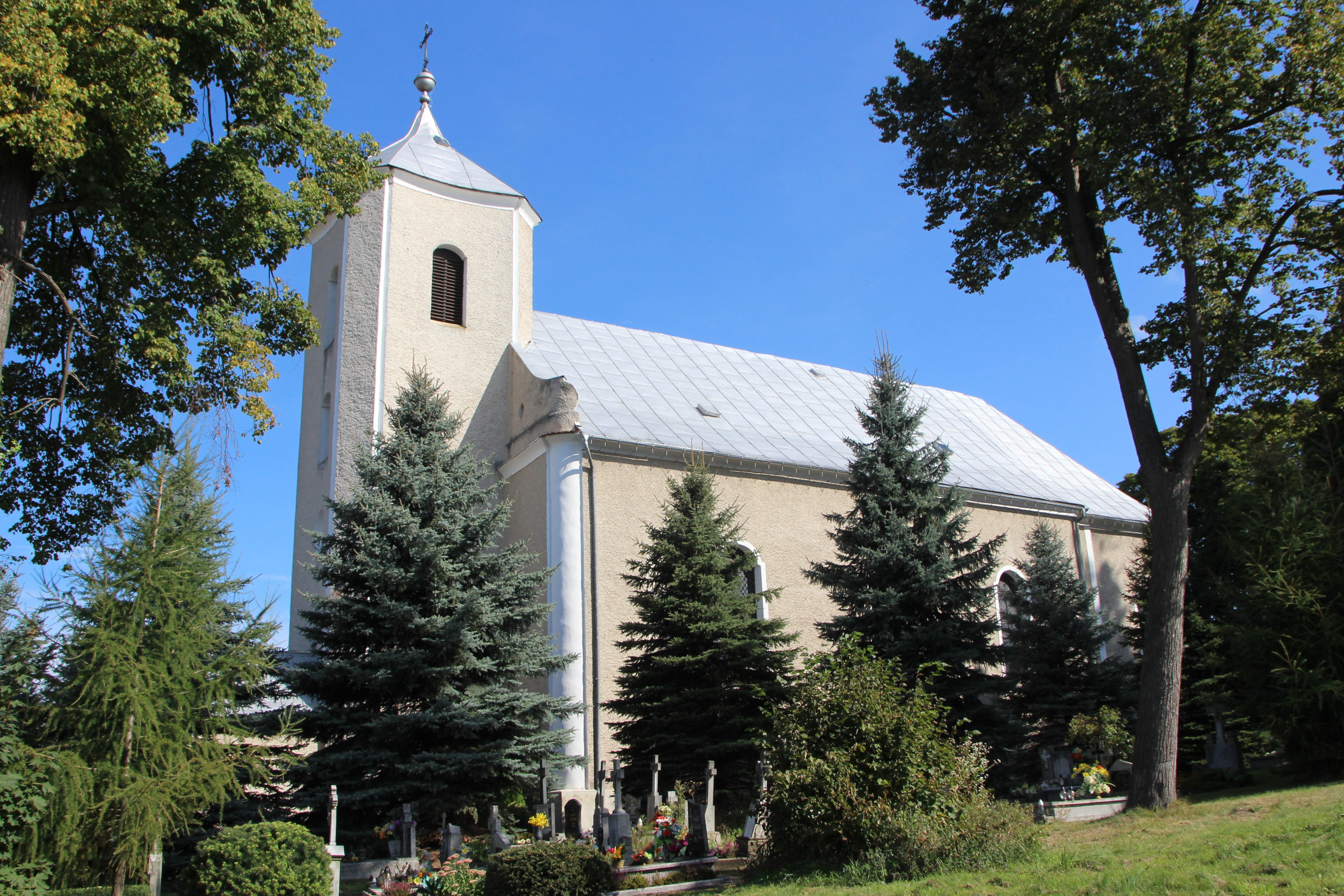
St.-Michael-Kirche

Szklary (deutsch: Gläsendorf) ist ein Dorf der Landgemeinde Kamiennik im Powiat Nyski in der Woiwodschaft Opole in Polen.

## Geographie
Das Straßendorf Szklary liegt im Südwesten von Oberschlesien, etwa vier Kilometer nordöstlich von Kamiennik, 21 Kilometer nordwestlich von Nysa (Neisse) und 70 Kilometer südwestlich von Opole (Oppeln) an der Krynka (Kryhn). Am östlichen Rand des Dorfes verlaufen die Schienen der stillgelegten Bahnstrecke Otmuchów–Przeworno. Nördlich sowie westlich des Dorfes verläuft die Grenze zur Woiwodschaft Niederschlesien.
Nachbarorte von Szklary sind im Osten Jaszów (Seiffersdorf), im Süden Cieszanowice (Tscheschdorf), im Südwesten Kamiennik (Kamnig) und im Südwesten Wilemowice (Schützendorf).

## Geschichte
Das Dorf wurde im 13. Jahrhundert nach Deutschem Recht als langgestrecktes Reihendorf gegründet. Erstmals urkundlich erwähnt wurde „Glezeri villa“ im Breslauer Zehntregister Liber fundationis episcopatus Vratislaviensis aus den Jahren 1295–1305. Für das Jahr 1369 ist erneut die Schreibweise „Glesindorf“ sowie die die Ersterwähnung einer Kirche im Ort überliefert.
Nach dem Ersten Schlesischen Krieg 1742 fiel Gläsendorf mit dem größten Teil Schlesiens an Preußen. Zwischen 1752 und 1765 wurde eine neue steinerne Kirche erbaut. Bei einem Hochwasser im August 1779 wurden zahlreiche Häuser im Ort zerstört.
Nach der Neuorganisation der Provinz Schlesien gehörte die Landgemeinde Gläsendorf ab 1816 zum Landkreis Grottkau, mit dem sie bis 1945 verbunden blieb. 1833 wurde im Ort eine katholische Schule eingerichtet. 1845 bestanden im Dorf ein Vorwerk, eine katholische Pfarrkirche, eine Scholtisei, eine katholische Schule, eine Brauerei, eine Brennerei, ein Kaffeehaus, zwei Wirtshäuser, eine Oberförsterei sowie 193 weitere Häuser sowie 193 Einwohner, davon 60 evangelisch. 1855 lebten 1297 Einwohner in Gläsendorf. 1865 bestanden im Ort 43 Bauern-, 44 Gärtner-, 37 Häuslerstellen, drei Wassermühlen, eine Brauerei mit Wirtshaus sowie zwei Gasthäuser. Die katholische Schule wurde im gleichen Jahr von 1281 Schülern besucht. 1874 wurde der Amtsbezirk Gläsendorf gegründet, dem die Landgemeinde Gläsendorf und der gleichnamige Gutsbezirk eingegliedert wurden. Erster Amtsvorsteher war der Wirtschaftsinspektor König. 1885 zählte Gläsendorf 1119 Einwohner. 1933 lebten in Gläsendorf 1018 und 1939 1024 Einwohner.
Als Folge des Zweiten Weltkrieges fiel Gläsendorf zusammen mit fast ganz Schlesien an Polen und wurde nachfolgend in Szklary umbenannt. Die einheimische deutsche Bevölkerung wurde – soweit sie nicht schon vorher geflohen war – vertrieben. Die neu angesiedelten Bewohner waren teilweise Zwangsausgesiedelte aus Ostpolen, das an die Sowjetunion gefallen war. Von 1945 bis 1950 gehörte Szklary zur Woiwodschaft Schlesien und danach zur Woiwodschaft Opole.

## Sehenswürdigkeiten
- Die römisch-katholische Michaelskirche (polnisch Kościół św. Michała Archanioła) wurde von 1752 bis 1765 im Stil des Spätbarock erbaut. Erstmals erwähnt wurde ein Kirchenbau im Jahr 1365. Die Innenausstattung ist im Rokokostil gehalten. 1945 wurde der Turmhelm zerstört und nur notdürftig wieder hergerichtet.[8] Das Gebäude steht seit 1966 unter Denkmalschutz.[9]
- Grenzstein aus dem 14. Jahrhundert
- Wassermühle
- Steinernes Wegekreuz
- Steinerne Wegekapelle
- Hölzernes Wegekreuz

## Vereine
- Freiwillige Feuerwehr OSP Szklary
- Fußballverein LZS Szklary

## Persönlichkeiten
- Fritz Henkel (1885–1932), deutscher Landwirt und Zentrumspolitiker, Mitglied des Preußischen Landtags